# Colin Baker (fotbalista)
Colin Baker (18. prosince 1934, Cardiff - 11. dubna 2021) byl velšský fotbalista, záložník.

## Fotbalová kariéra
Na klubové úrovni hrál v Football League First Division a Football League Second Division za Cardiff City FC. Nastoupil celkem v 293 utkáních a dal 18 gólů. Za reprezentaci Walesu nastoupil v letech 1958-1961 v 7 utkáních. Byl členem velšské reprezentace na Mistrovství světa ve fotbale 1958, nastoupil v utkání proti Mexiku.

## Ligová bilance
| Ročník                                  | Zápasy | Góly | Klub            |
| --------------------------------------- | ------ | ---- | --------------- |
| Football League First Division 1953/54  | 1      | 0    | Cardiff City FC |
| Football League First Division 1954/55  | 2      | 0    | Cardiff City FC |
| Football League First Division 1955/56  | 24     | 1    | Cardiff City FC |
| Football League First Division 1956/57  | 27     | 3    | Cardiff City FC |
| Football League Second Division 1957/58 | 23     | 0    | Cardiff City FC |
| Football League Second Division 1958/59 | 39     | 2    | Cardiff City FC |
| Football League Second Division 1959/60 | 38     | 6    | Cardiff City FC |
| Football League First Division 1960/61  | 39     | 4    | Cardiff City FC |
| Football League First Division 1961/62  | 42     | 1    | Cardiff City FC |
| Football League Second Division 1962/63 | 35     | 0    | Cardiff City FC |
| Football League Second Division 1963/64 | 12     | 1    | Cardiff City FC |
| Football League Second Division 1964/65 | 6      | 0    | Cardiff City FC |
| Football League Second Division 1965/66 | 7      | 0    | Cardiff City FC |
| CELKEM                                  | 293    | 18   |                 |